# Acanthus mollis

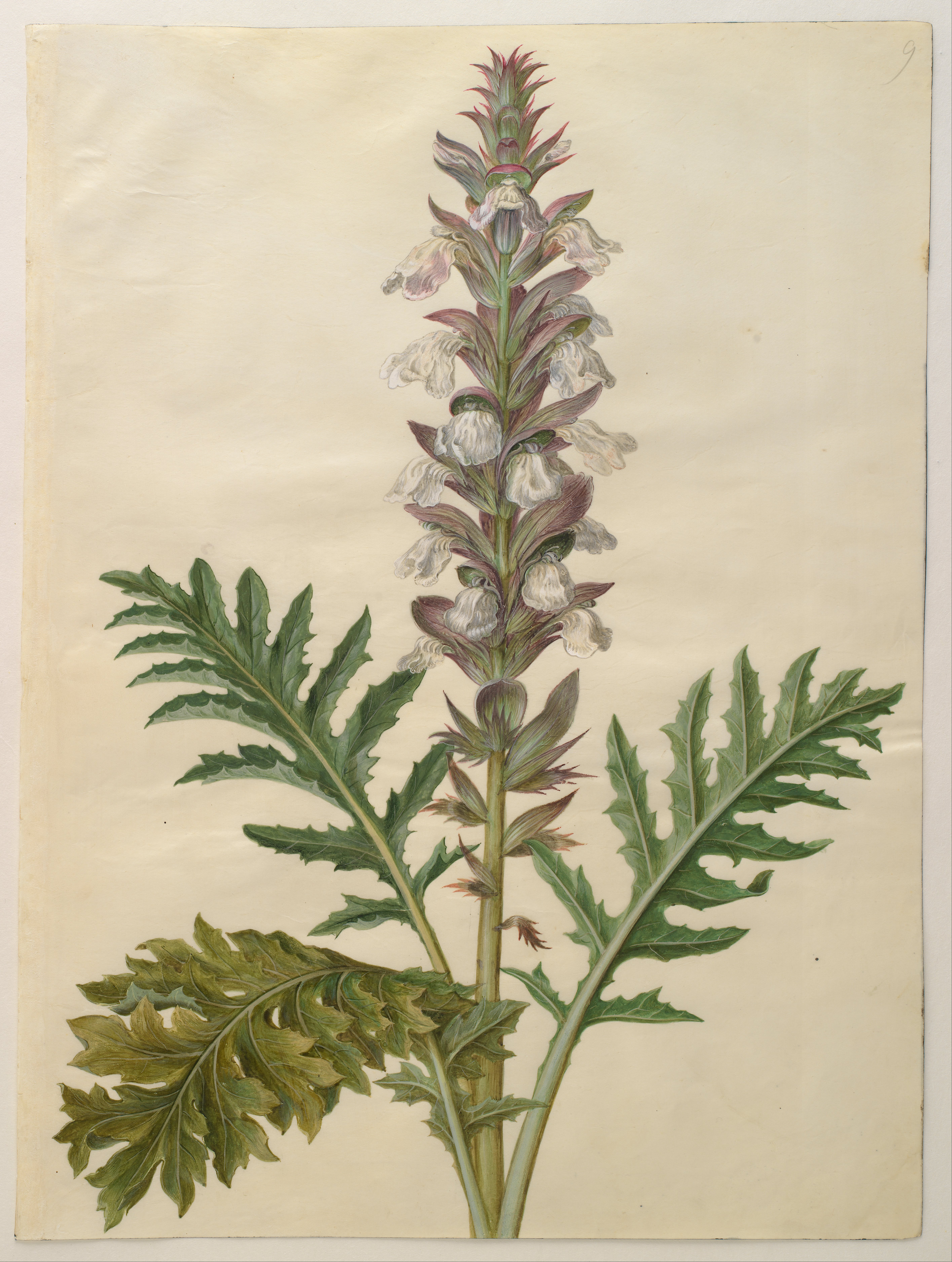
Acanthus mollis

De Acanthus mollis, in het Nederlands acanthus of akant genaamd, is een vaste plant uit de familie van de Acanthaceae. De plant komt wijdverspreid voor in het westelijke en centrale Middellandse Zeegebied, van Portugal en Noordwest-Afrika tot Kroatië. De akant bloeit van juni tot september.
De akant is een borderplant die uit kan groeien tot een flinke pol. Vrijstaand en op een zonnige, niet te natte kalkhoudende plek doet de plant het het best.
Geschiedkundigen gaan ervan uit dat de bladeren van deze plant de inspiratie vormden voor de versiering van de veel in de Romeinse architectuur gebruikte Korinthische kapitelen. Het acanthusmotief is een bekend decoratief element in de klassieke en neoclassicistische architectuur.

## Naam
De naam acanthus is afgeleid van ἄκανθος (akanthos), de Griekse naam van de plant. Akanthos is verwant met akantha (ἄκανθα), wat stekel of doorn betekent. Dit verwijst naar de stekelige schutbladeren van de akantbloemen. Mollis betekent zacht in het Latijn en duidt op de zacht aanvoelende bladeren van de plant. 

## Beschrijving
De akant is gemiddeld 30-100 cm hoog inclusief de bloeiwijze, met uitschieters tot 180 cm. Hij heeft 40-60 cm lange en 15 cm brede, grof getand-gelobde, vrijwel uitsluitend wortelstandige bladeren die zacht aanvoelen. De bloeiwijze is een 30-40 cm hoge aar die tot 120 bloemen kan bevatten. De bloemen zijn 4-5 cm lang en de enkele drielobbige onderlip is wit met roze of paarse accenten. De kelkbladeren zijn groen tot paarsig van kleur. De bovenste kelkbladeren vormen een helmachtige overkapping en worden ook wel aangeduid als de bovenlip van de bloem. Onder elke bloem zit een groen tot paarsig schutblad met opvallend stekelig getande randen.

## Voortplanting
De akant is een insectenbloeier en kan alleen bestoven worden door bijen en hommels die fors genoeg zijn om de bloem te kunnen binnendringen. De honingbij is hiervoor normaal gesproken niet groot genoeg. In Zuid-Europa wordt de akant bezocht door de grotere blauwzwarte houtbij.
De doosvrucht bevat twee tot vier grote zaden, die worden verspreid doordat de zaaddoos indroogt en dan openbarst; de zaden worden dan met kracht weggeschoten. De akant plant zich vegetatief voort via wortelstokken, waardoor in de loop van tientallen jaren een enorme pol kan ontstaan. Door de wortelstokken kan de plant moeilijk te verwijderen zijn.

## Afbeeldingen

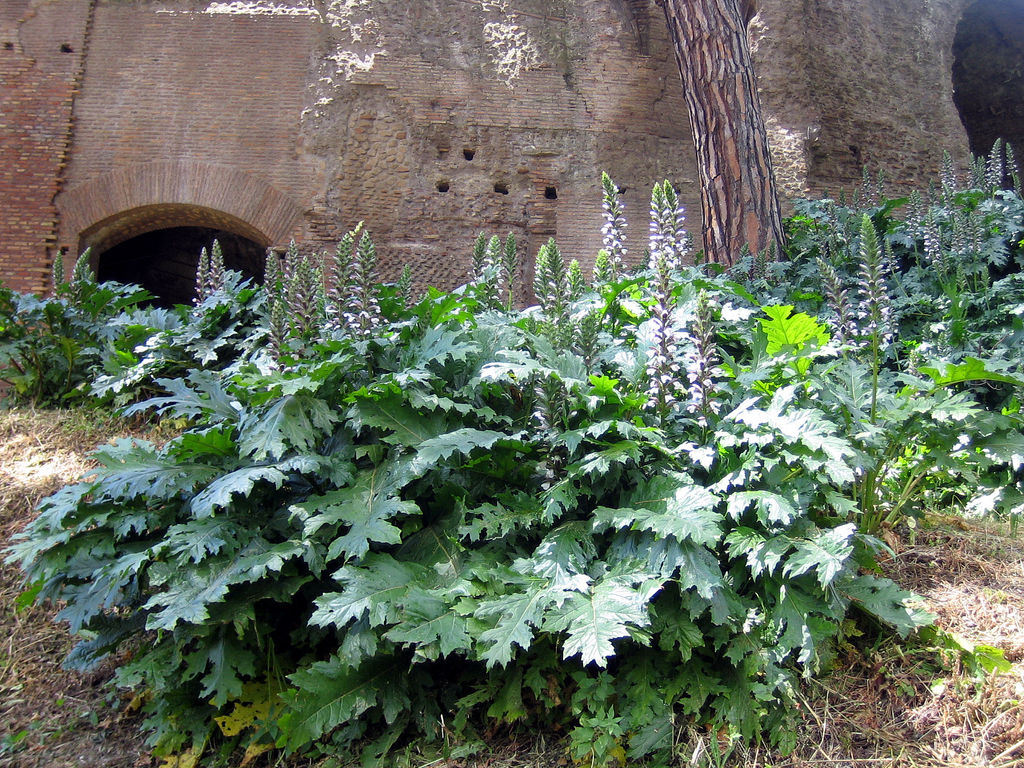
Wilde acanthusplanten
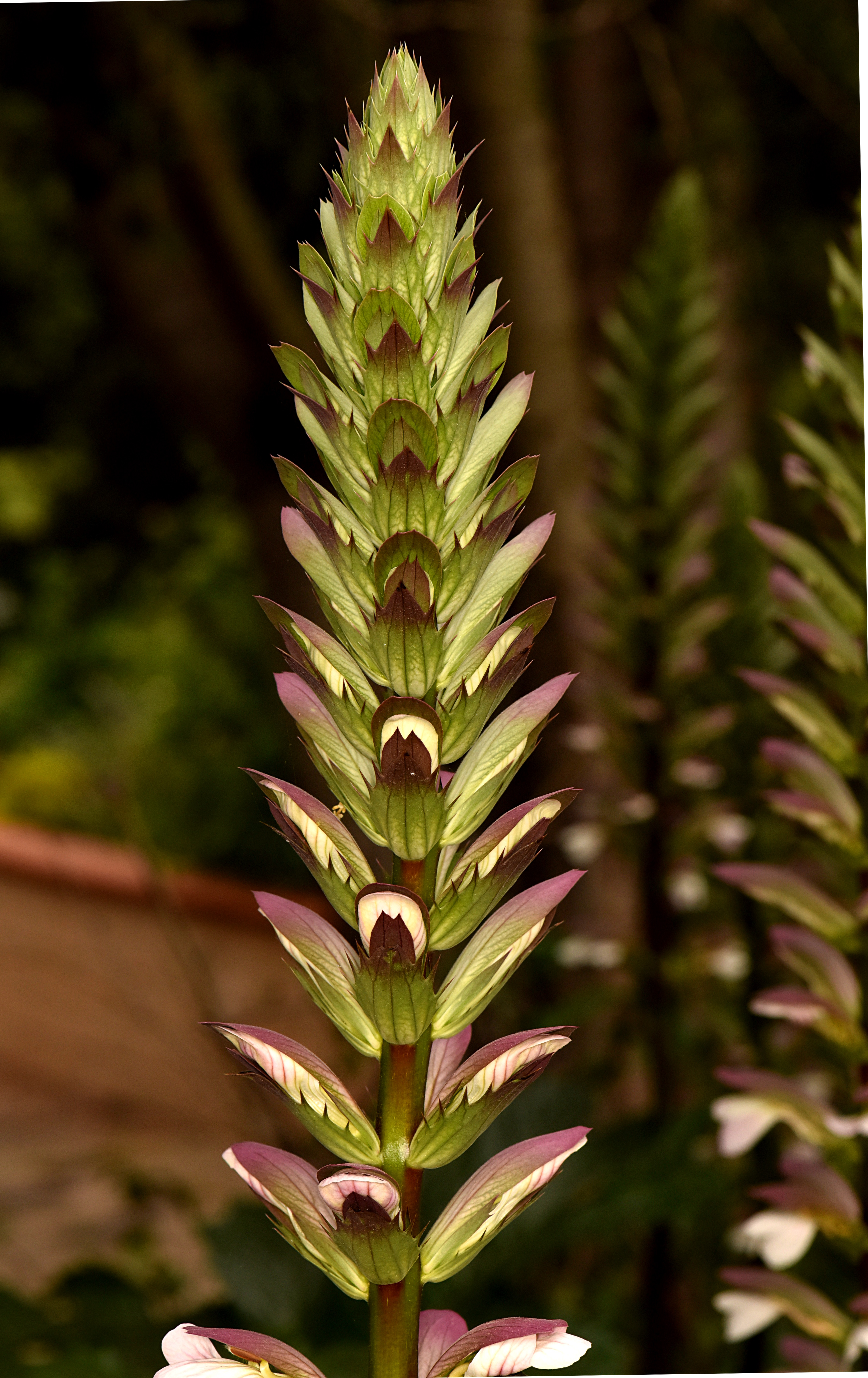
Bloeiwijze
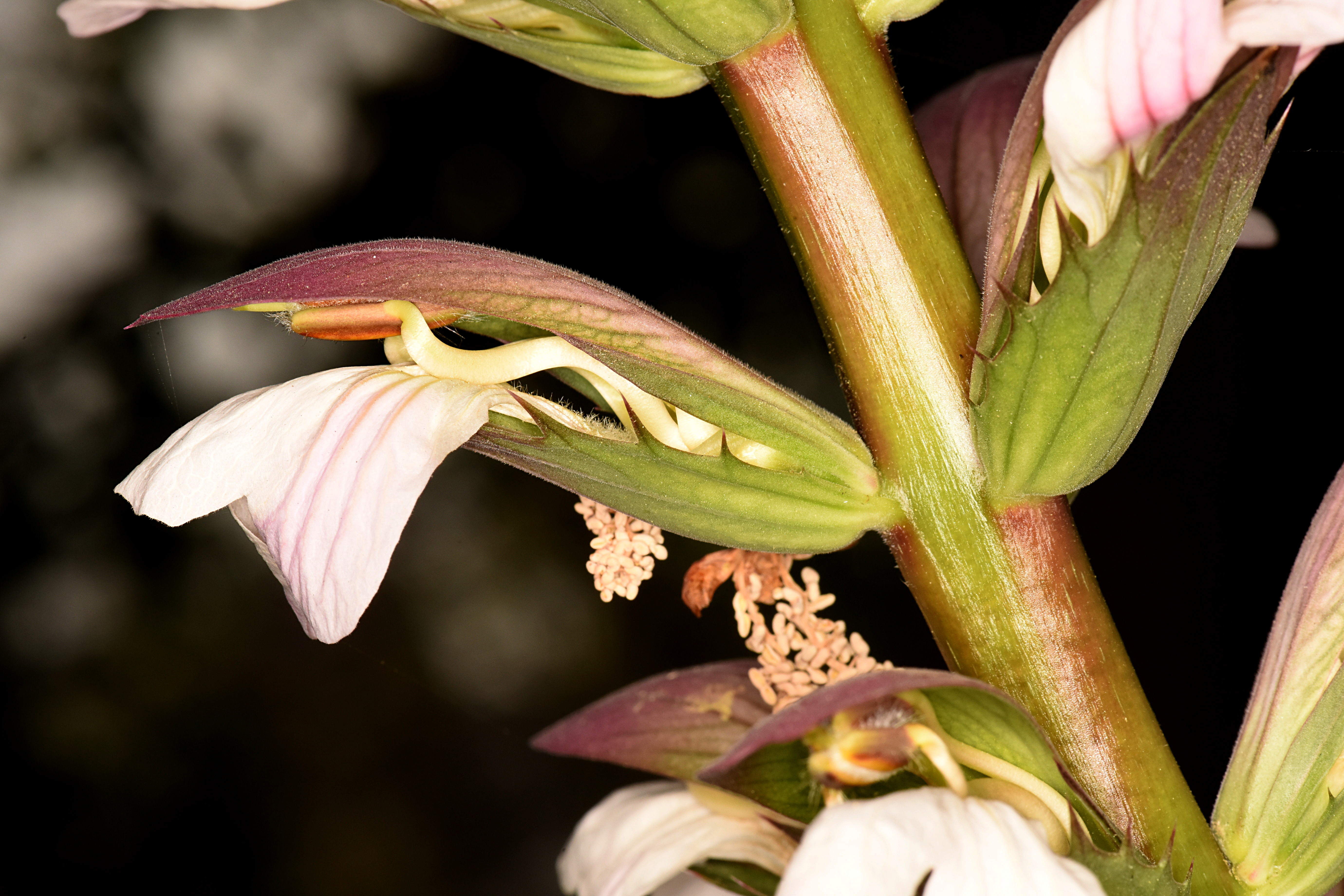
Bloem
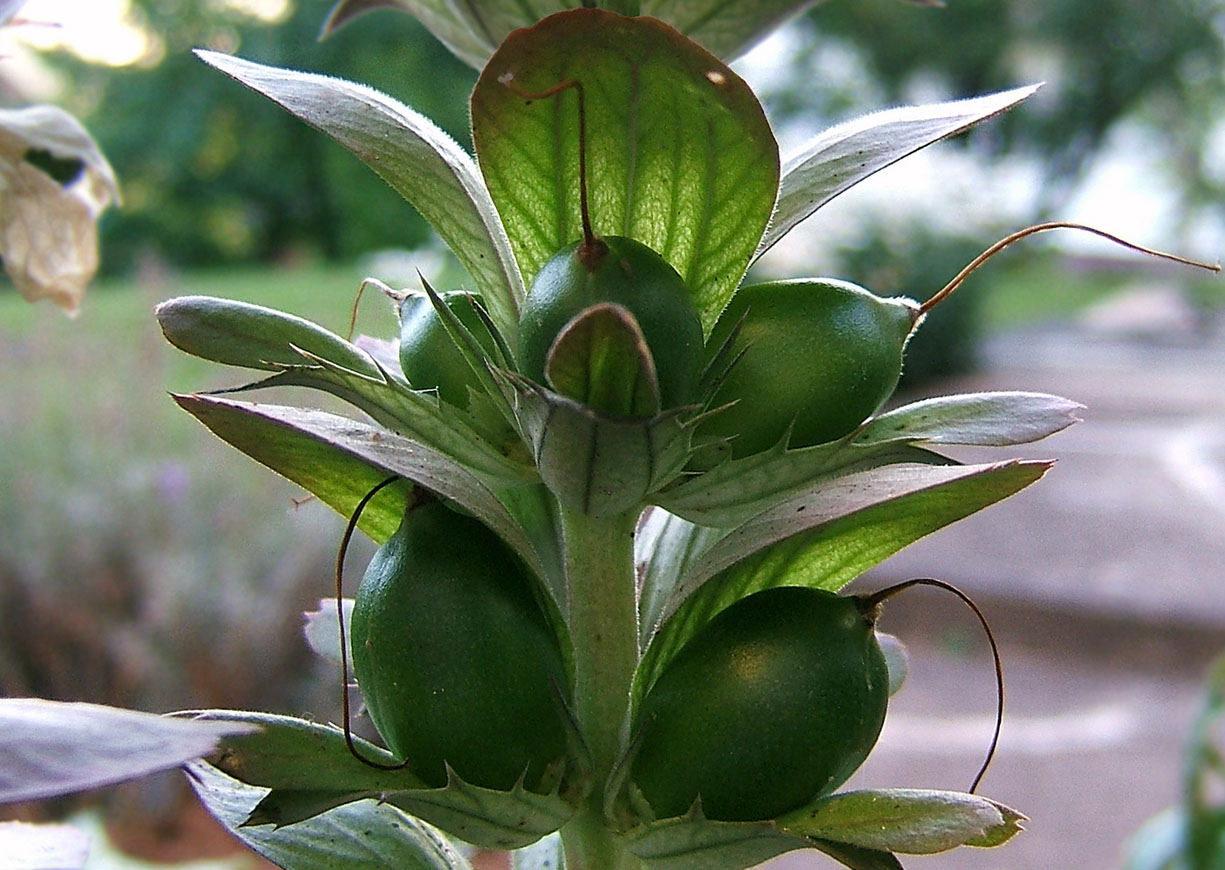
Vruchten
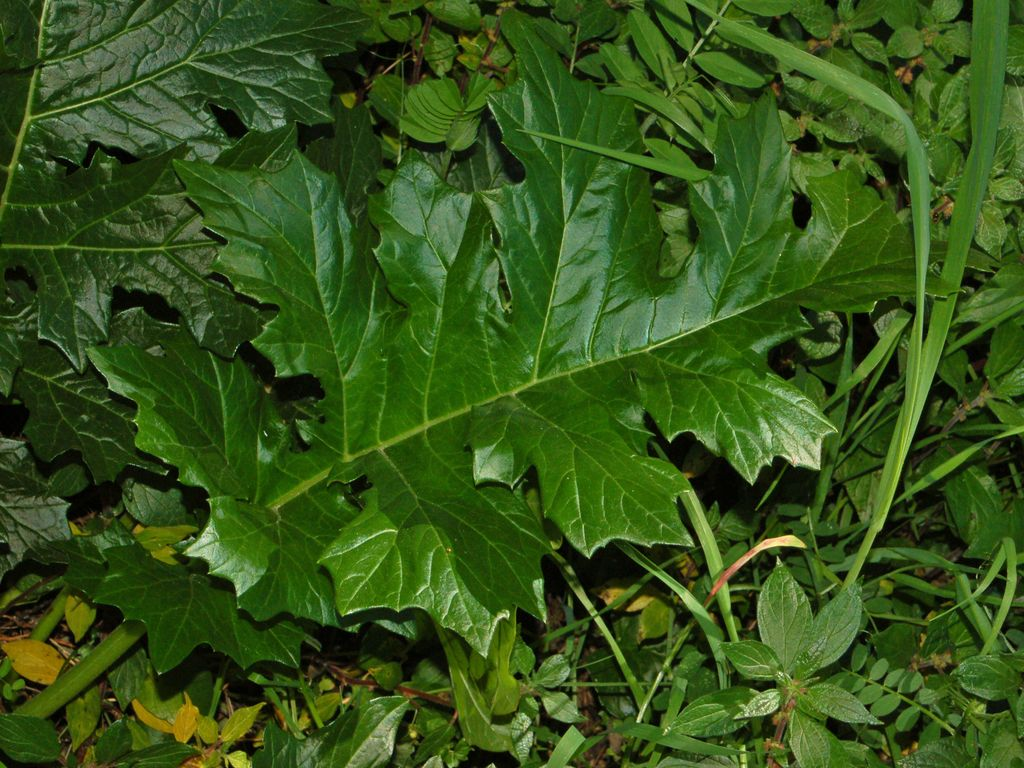
Blad
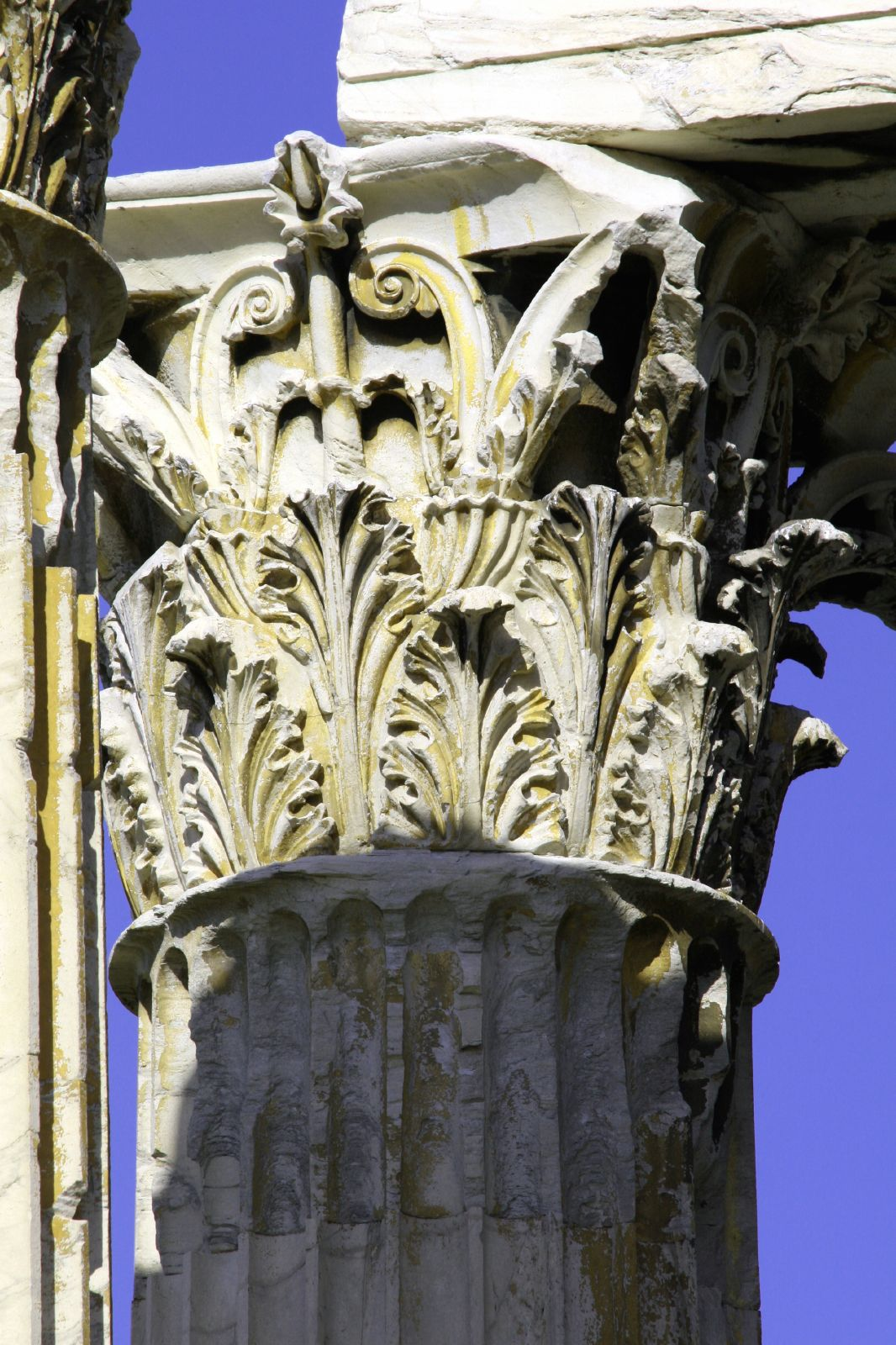
Acanthusbladeren op een Korinthisch kapiteel